# 大溪普濟堂
24°53′10″N 121°17′12″E / 24.886042°N 121.286646°E

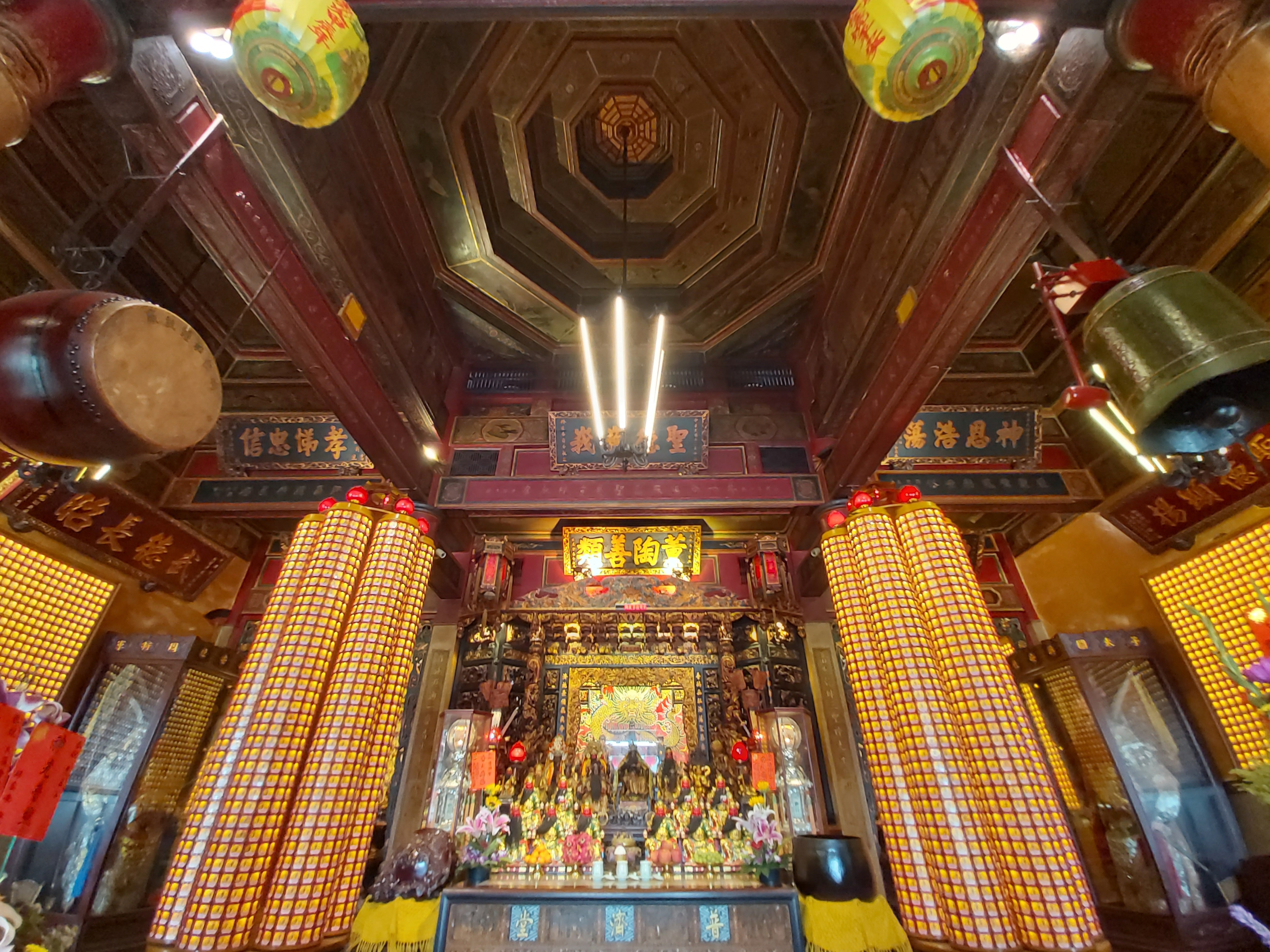
大溪普濟堂室內

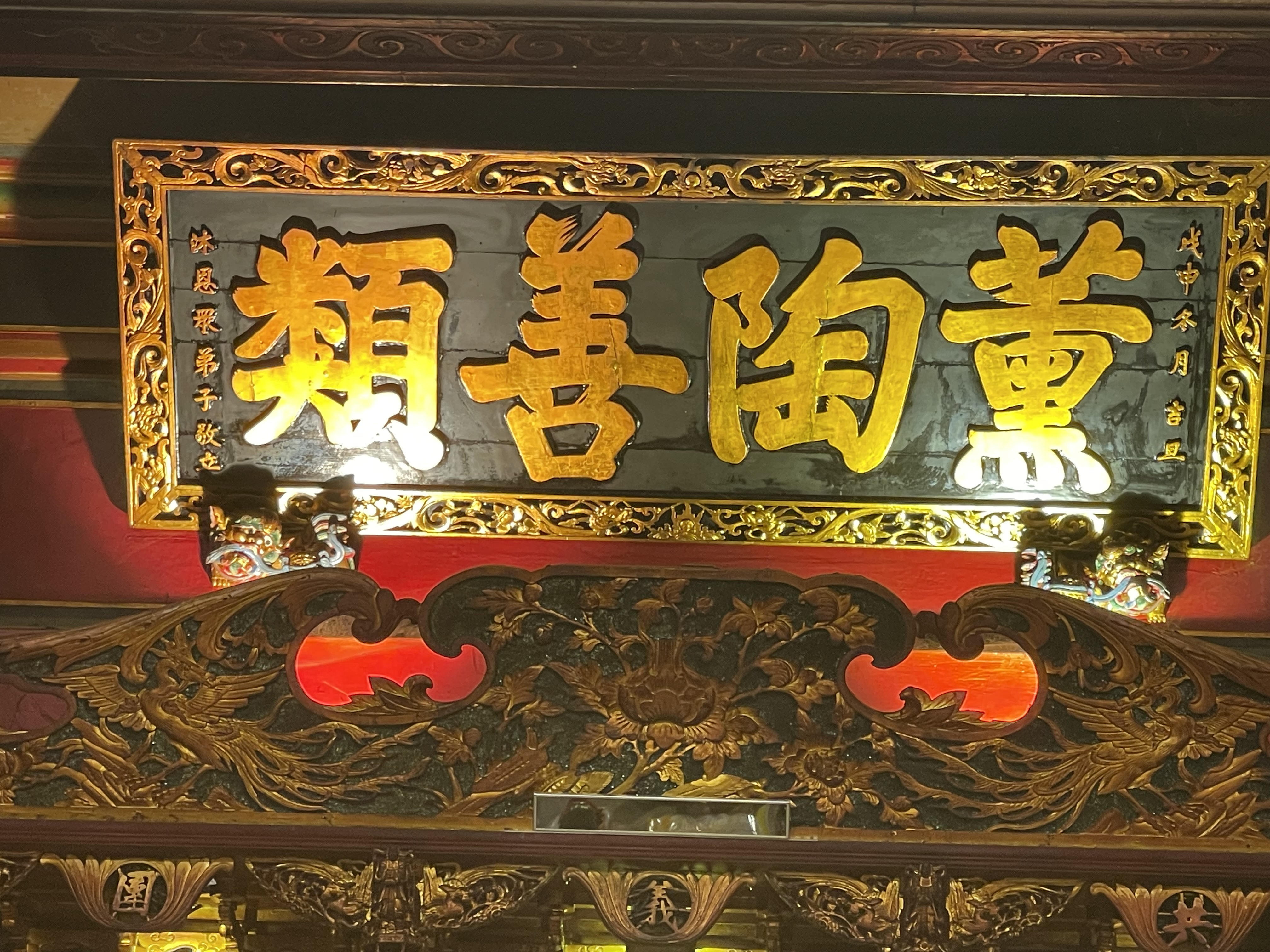

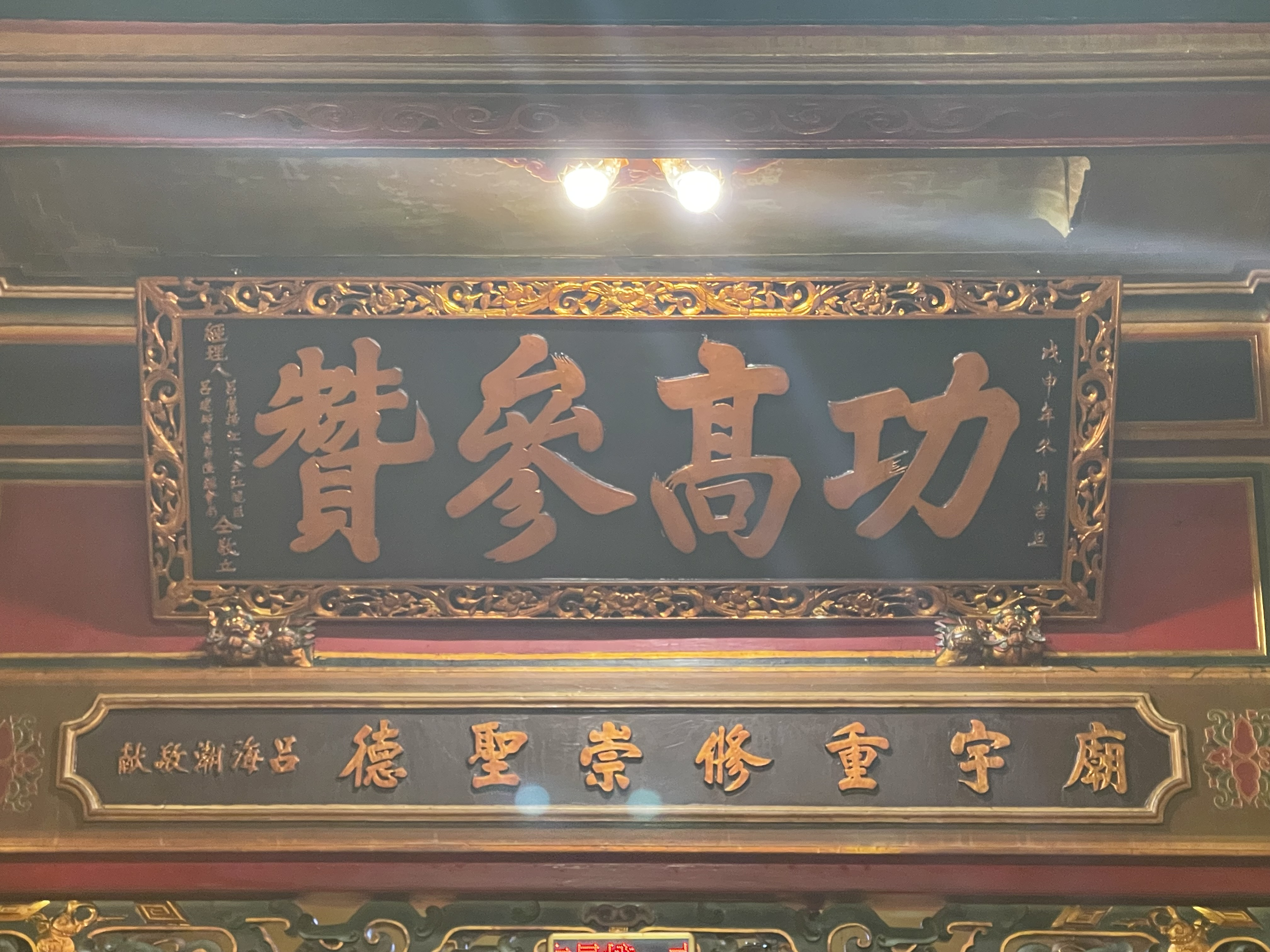
普濟堂

大溪普濟堂，是位於臺灣桃園市大溪區福仁里大溪老街的百年廟宇，創立於明治三十五年（1902）壬寅之歲，主祀三聖恩主（關聖帝君、孚佑仙祖、九天司命），配祀文昌帝君、延平郡王。
於大正六年添建拜亭。
大正九年慶成建醮。四方善信慕神靈而朝拜者、絡繹於途、日以繼夜。尤以弟子社團，相繼而起，遂憑公決，每年農曆六月二十四日關聖帝君聖誕之辰，恭迎聖駕排鑾下鄉巡狩，祈求國泰民安，至此已達一百週年之久，其盛況迄今猶然。
民國五十一年辛丑七月，因感廟宇久歷星霜、凡經風雨侵襲、丹青剝落、簷桶傾頹、門楣朽蝕、宮牆破損、觸目驚心，共議徹底改善，乃成立「大溪普濟堂修建委員會」負責策劃。
乃於笠年正月興工改建，幸得全國各地信徒暨本地善信輸誠樂助，至民國五十四年而厥功告成，自此神威遠播，敬仰日隆，信徒遍及全國。

## 大溪「普濟堂」源起 簡史、沿革

普濟堂歷史文件照片-1

普濟堂歷史文件照片-2

普濟堂歷史文件照片-3

普濟堂歷史文件照片-4

大溪「普濟堂」源起姚回想私廟，是發起人姚回想 繼承父親 姚隆山 (又名 勤善) 的「善堂」家祠，信奉「三聖恩主」。明治年間變更堂號為「普濟堂」，後續廟宇整修擴建兩廊。大正四年，姚回想的母親 姚王氏阿玉 遷回 (桃園廳海山堡大嵙崁街土名草店尾下街百四番地) 設籍「戶主」、「普濟堂 廟守」，開啟後續年年 大溪 624 神遊遶境 的盛會 ……
清光緒13年 (西元 1887) (民前25年) (明治20年)

姚隆山攜子姚回想返鄉唐山漳州錦田老家祭祖，恭迎家族的信仰 三聖恩主神牌和公媽牌回台，奉祀於大溪家祠「善堂」。
明治28年 (西元1895年) (民前17年)

姚隆山逝世，姚回想繼承「善堂」及家業，恃母姚王氏阿玉，於大溪經營雜貨業，店内雇員多人，生意興隆，以各種方式贊助窮困人家，更有買棺助葬之義舉。常有困苦人家前來賒賑，未還賬者眾，姚回想最後將賬冊全數燒毀，有勉勵後代子孫以良心助人，秉持隨緣不計回響之寬宏情操。姚回想母子所以很受地方鄰里人們敬重，更以大善人稱呼。
明治35年 (西元1902年) (民前10年)

姚回想順應日治政府，寺廟管理人制度暨發想「普施濟世」的宏願，變更「善堂」名稱為「普濟堂」，委請近鄰摯友江序益先生擔任經理人，建立堂內信仰儀式、規範等事宜。
明治41年11月19日 (西元1908-11-19) (民前4年)

日日新報報載 : 廟宇新構，崁崖于本月欲將新構普濟堂，新構兩廊 ……
姚王氏阿玉、姚回想母子都茹素又虔誠信仰，且樂於助人，很受鄰里人們敬重，到訪跟隨善人信仰者眾，絡繹不絕。由於祠堂/住宅老舊，正式起工，進行祖居/家祠擴建翻修工程，地方盛事，新聞也做報導。日治政府戶籍登錄，桃園廳海山堡大嵙崁街土名草店尾下街百四番地； (戶主) 姚回想家族及雇人等16人設籍和家祠「普濟堂」的位置住所。
大正3年 (西元1914年) (民國3年)

普濟堂經過多年緩慢細膩的工程，終於于624前竣工。 普濟堂新廟落成後，由姚回想居所 (大嵙崁街土名草店尾下街29番地/今之大溪和平路98號)，恭迎 三聖恩主神牌返回普濟堂，當時的恭迎抱行儀式，地方鄰里參與人數眾多，非常熱鬧，是地方上要聞，因而成就了第一次普濟堂的神明遊行活動，進而促成爾後年年624大溪神遊繞境的盛況 ! 
大正4年12月16日 (西元1915-12-16) (民國4年)

姚王氏阿玉遷回普濟堂擔任(廟守)，設籍(戶主)內有專職的素麵製作人。
大正6年 (西元1917) (民國6年)

普濟堂 拜亭 建造完工，廟守 姚王氏阿玉於普濟堂前留影照片。 
大正14年 (西元1925) (民國14年)

普濟堂 發起人姚回想去世。 
大正15年 (西元1926) (民國15年)

普濟堂 廟守、戶主姚王氏阿玉去世。
姚回想長子姚阿朝27歲，繼承經營家族商店業務，次子姚鴻池年僅9歲，普濟堂廟務開始委請呂建邦、江建臣二位大溪名人經理主持。
民國43年3月4日 (西元1954-3-4) 

普濟堂發起人姚回想二位兒子均已遠離大溪故鄉外出創業，其父親名諱姚回想在去世二十多年之後，仍為戶政要求變更回復其父親原有姓名為由，國民政府的戶籍本上分別登記為姚和尚、姚瑞昌，兄弟二人有了不相同的父親名字，完全斷絕了與日治時期親父姚回想及祖母姚王氏阿玉的親屬繼承關係。大溪地政官方再以土地法第57條，逕自登記 普濟堂，地目「祠」、「大溪區大溪鎮大溪字草店尾 104 地號」為「無主土地」，報請 台灣省地政局 (後管理機關變更為 財政部國有財產局) 接管，頓時變為國有財產!
民國 51~54年 (西元1962~1965) 

普濟堂整修改建，由大溪廟宇工事名人匠師 鄭貴琳先生 (普濟堂 發起人姚回想長女 姚修夫婿) 及 木作 邱石發先生 (普濟堂 發起人姚回想孫女婿) 等負責規劃施工: 施工前鄭貴琳先生次子 鄭龍彥確認當時普濟堂廟埕前有青磚圍牆，廟宇有本堂、右廂、左廂、拜亭，共4間。民國 51年增建廟宇前方左、右兩側的 鐘樓、鼓樓，新建2間，完全由地基打底起造，方才建構成6間正式廟宇。工程期間，鄭貴琳先生三子 鄭敏男，從普濟堂廟宇屋頂跌落，姊照顧養傷數月。當時興工整建環境物力惟艱，工程進行非常辛苦! 鄭貴琳施工團隊更是需要外出各地承包其它工程，賺取費用再返回大溪普濟堂繼續未完成的工事，整建進行緩慢直至民國54年才告完成。
民國55年 (西元1966)

為慶祝「普濟堂」修建落成，修建委員會主任委員縣議員呂傳命拜撰並書 (大溪鎮普濟堂沿革誌) : 內容為了掩飾普濟堂因「無主土地」被政府接管登記為 「國有財產」及 姚回想私廟的事實；編撰了大溪普濟堂錯誤的沿革歷史，並被引用延續至今。
民國112年3月 (西元2023-3)

上述錯誤的(大溪鎮普濟堂沿革誌)內容，被引用申請登錄 (國家無形文化資產)，公布於 (文化部國家文化資產網)。後經普濟堂發起人姚回想家族向 (行政院文化部)提出 (勘誤申告)，相關錯誤廟史源起資料已經從 (國家文化資產網) 撤除，併請 中央研究院台灣歷史研究所研究學者，調查撰寫 (大溪普濟堂之源起)，發表於 桃園文獻 （页面存档备份，存于） P.149-P.157。

## 奉祀神明
- 關聖帝君                    簡介:普濟堂主祀神明─關羽。
- 孚佑仙祖                    簡介:孚佑仙祖─呂洞賓。
- 九天司命 簡介:九天司命即司命灶君。
- 文昌帝君 簡介:文昌帝君，全稱文昌梓潼帝君，簡稱梓潼帝君、文昌君。
- 延平郡王 簡介:延平郡王─鄭成功。
- 太陽星君
- 太陰星君[2]

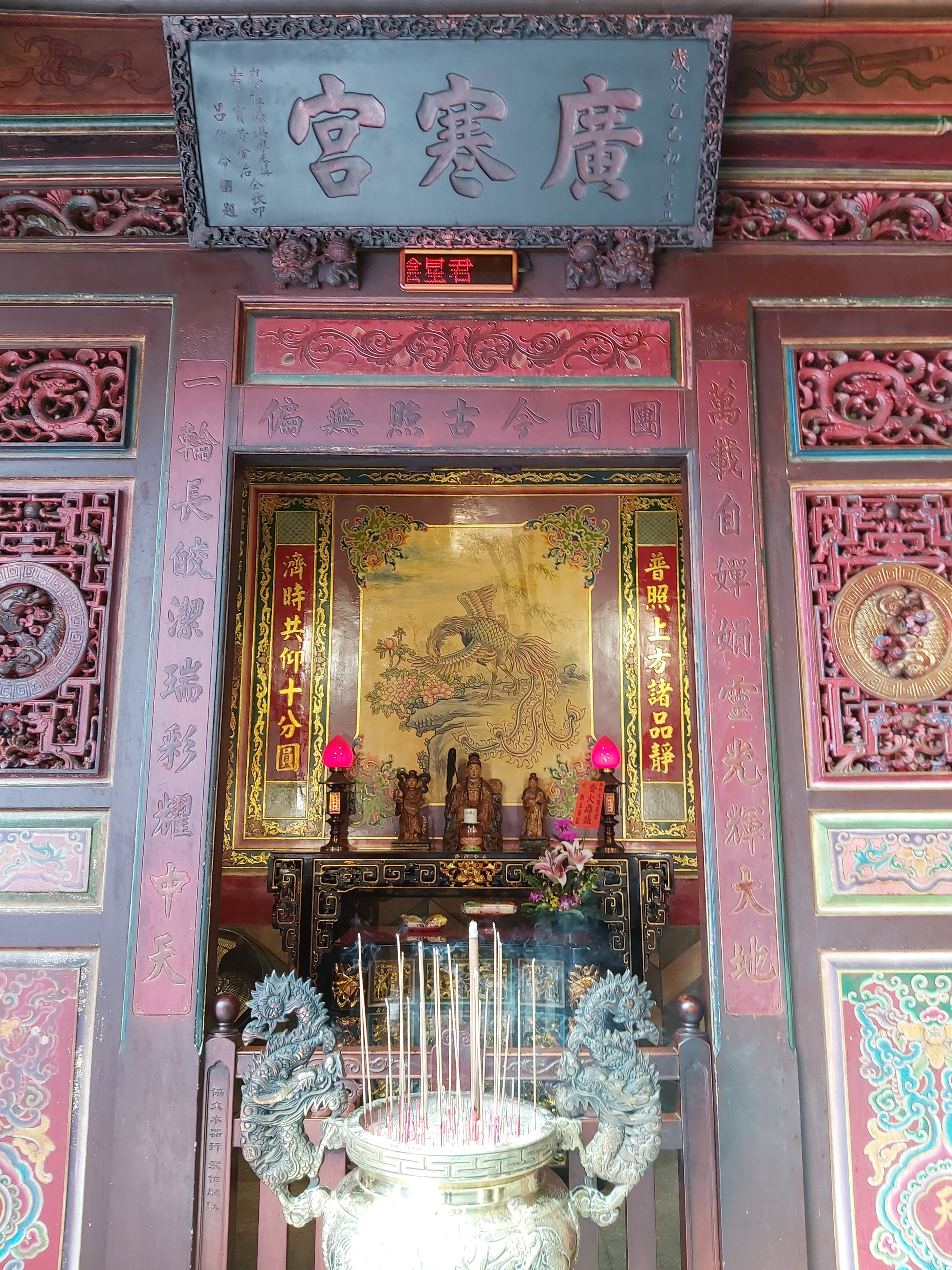
太陰星君
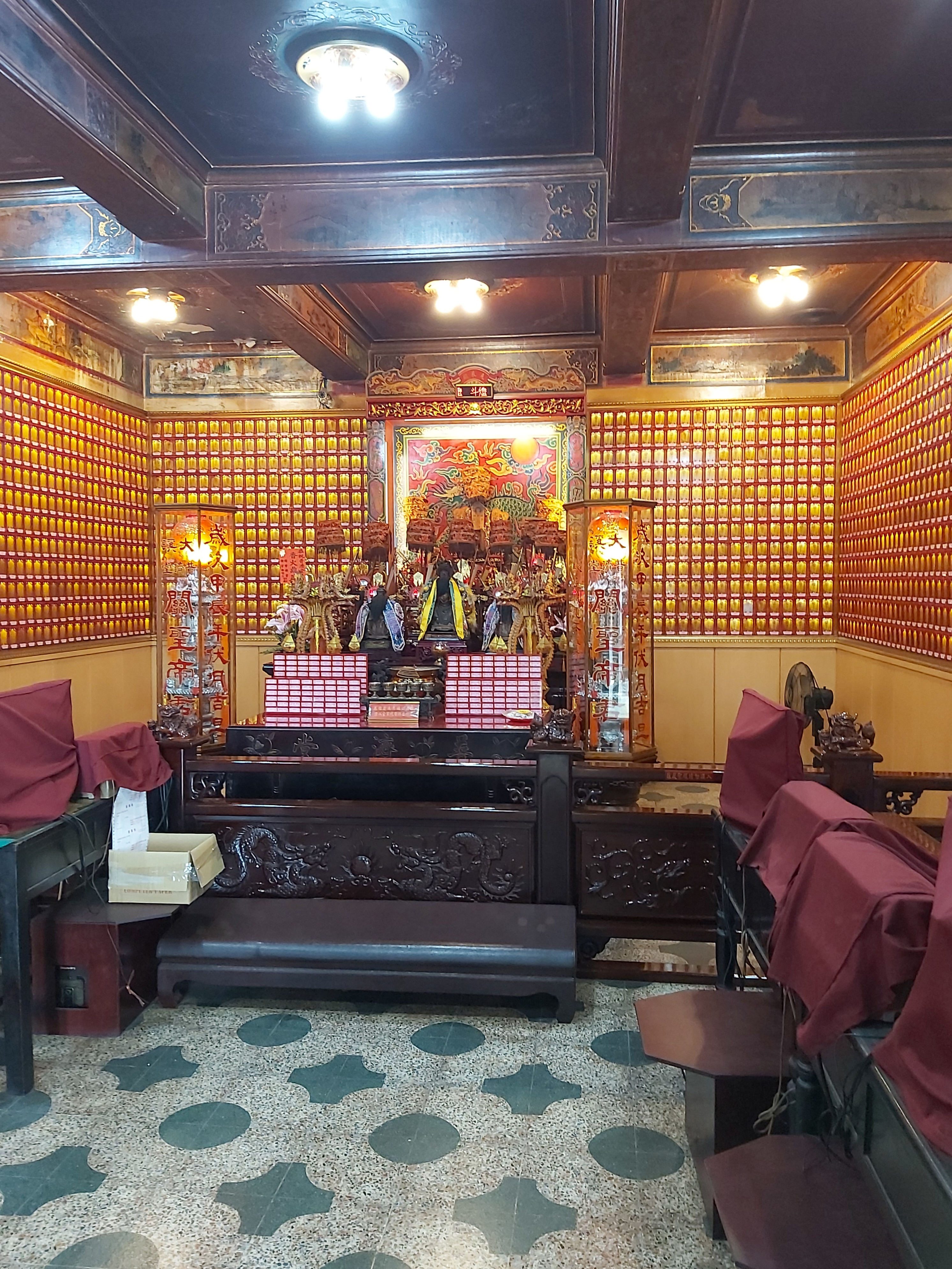
斗燈殿
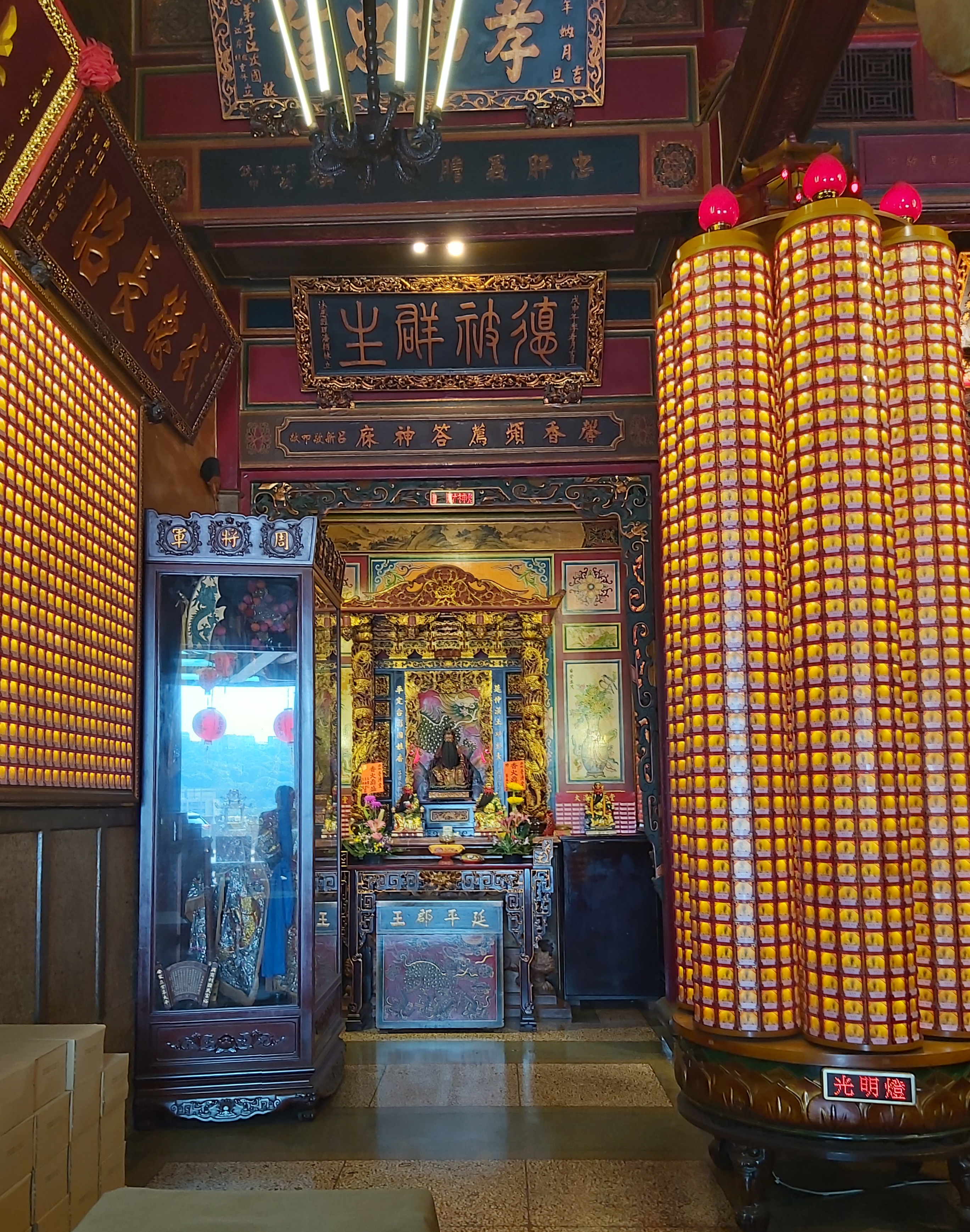
延平郡王
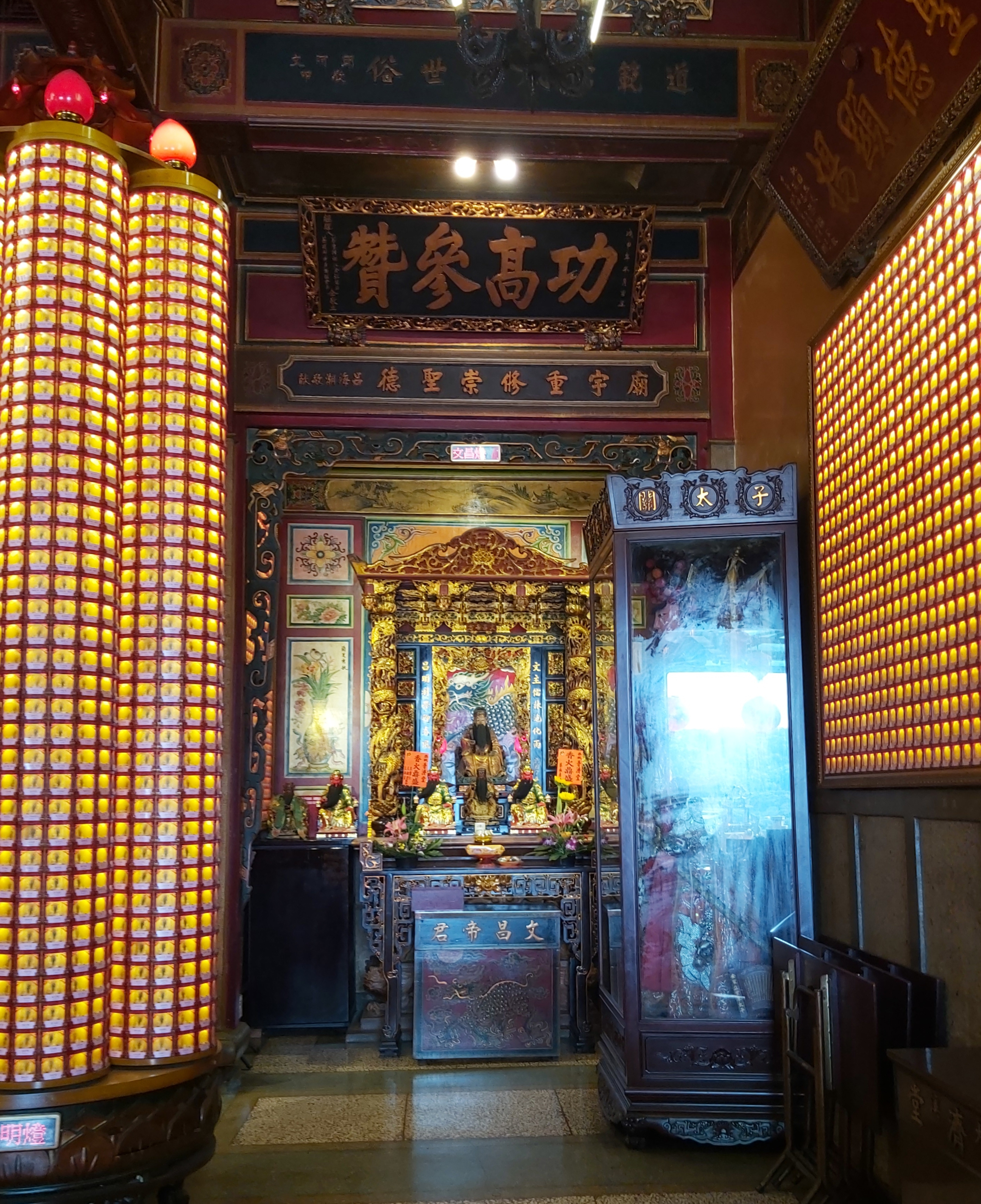
文昌帝君
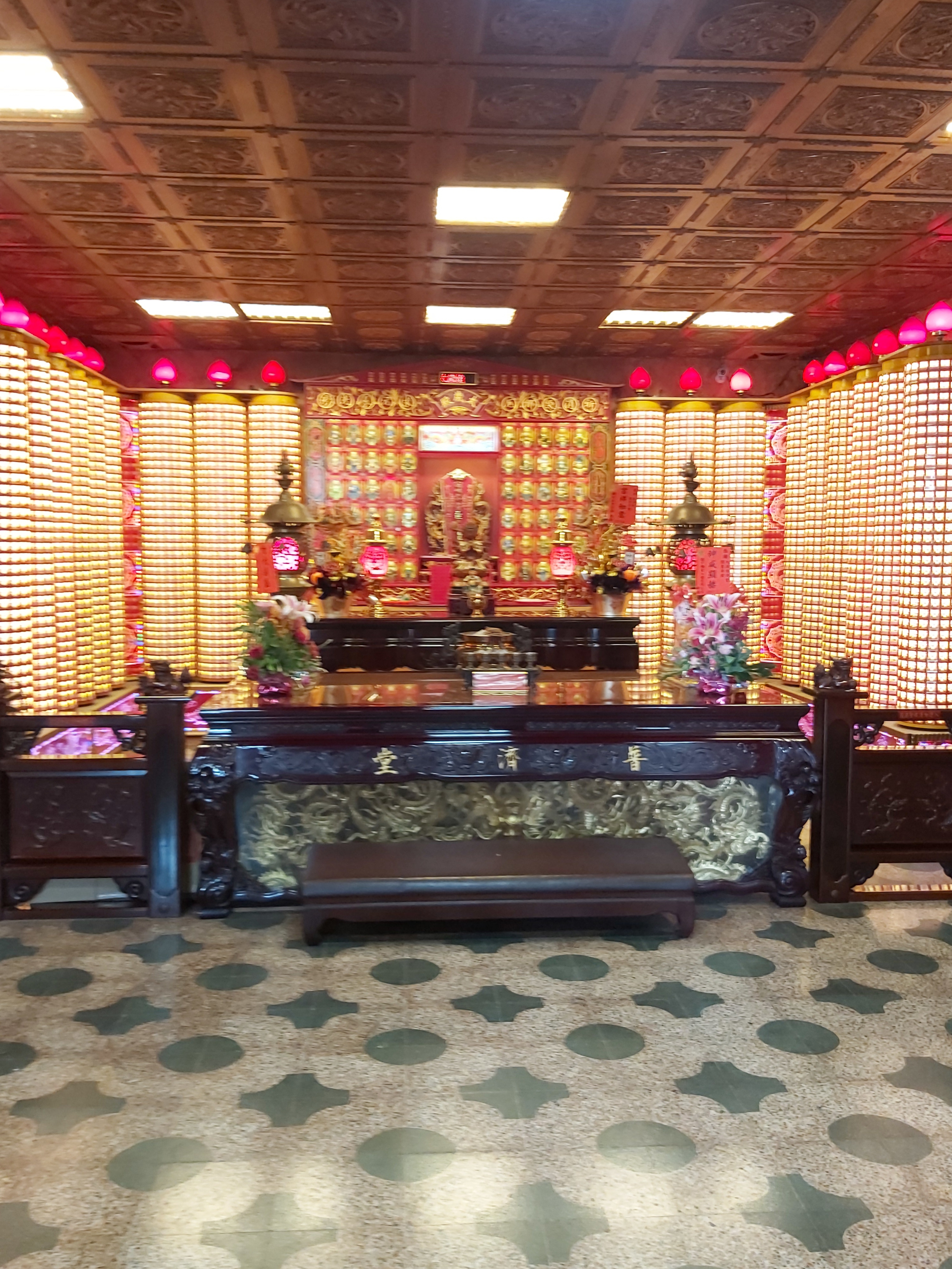
太歲殿
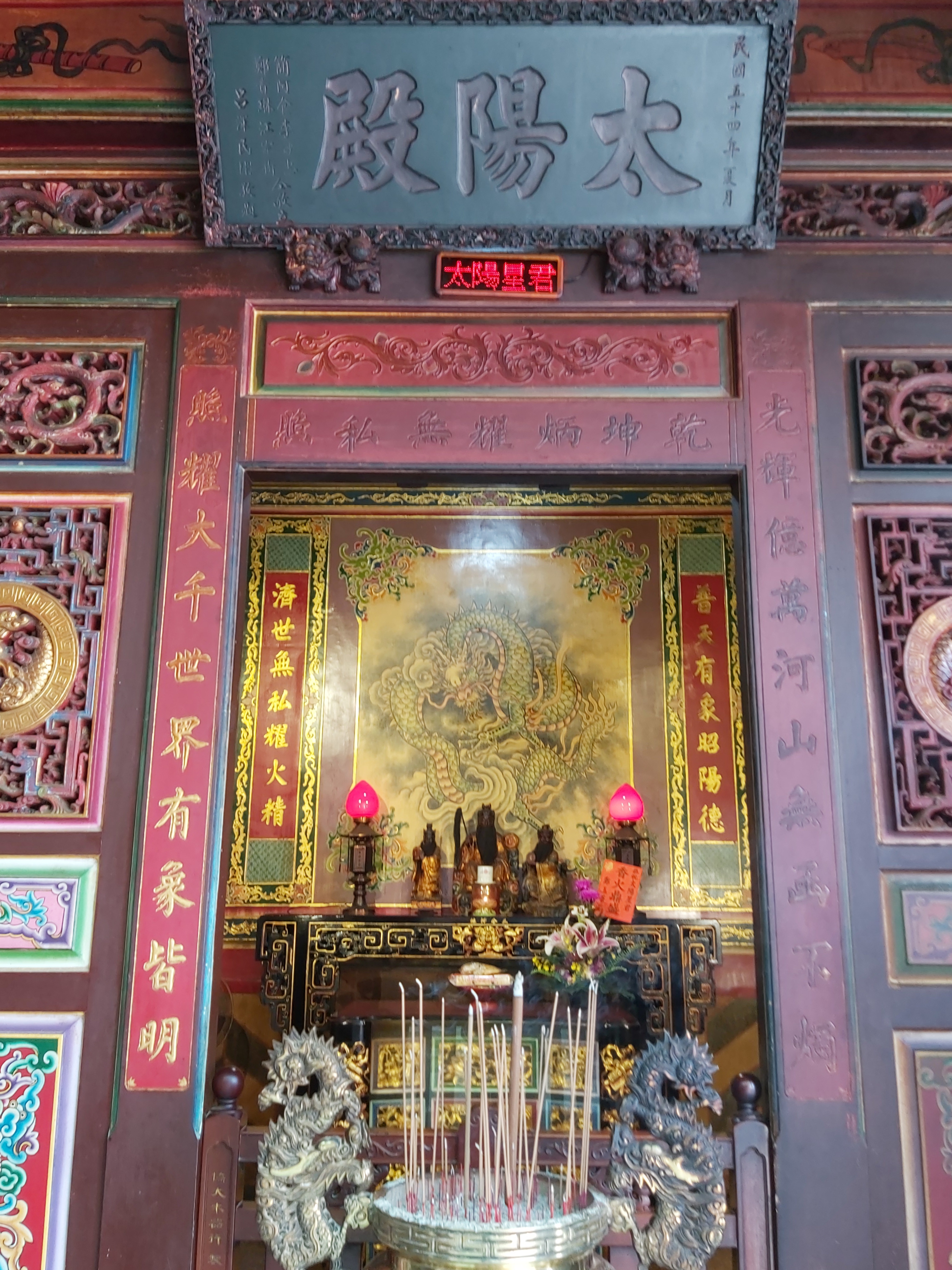
太陽星君

## 慶典活動

### 關聖帝君聖誕慶典暨遶境儀式

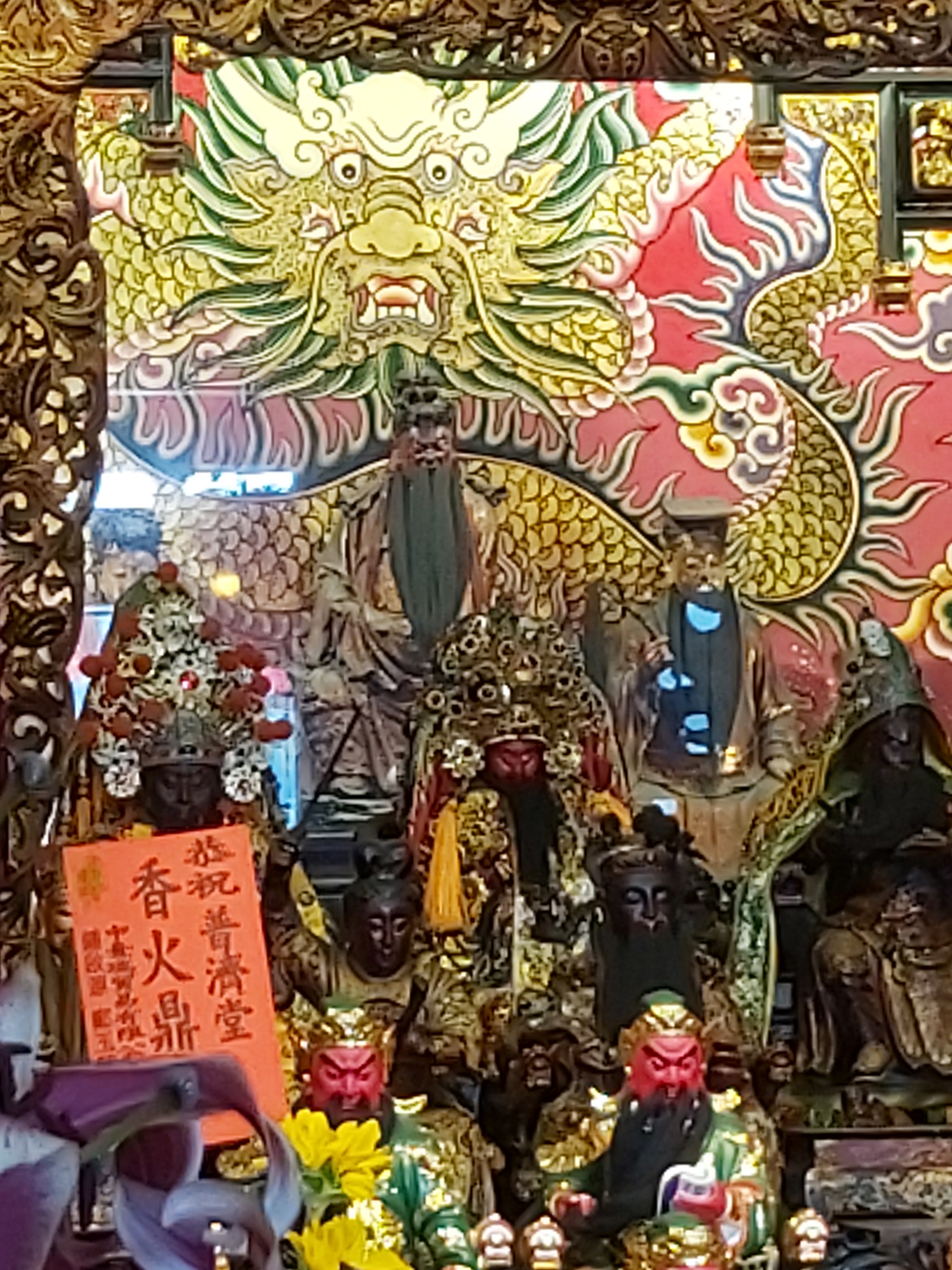
正殿關聖帝君聖像

每年農曆六月廿四關聖帝君聖誕會有當地三十幾個社頭會在當天為關聖帝君公祝壽，以大溪普濟堂主持的慶典與遶境最為熱鬧，俗稱「大溪大拜拜《六月廿四》」，2011年12月29日，桃園縣政府公告「大溪普濟堂關聖帝君聖誕慶典暨遶境儀式」為文化資產，列入民俗及有關文物資產保護。
始於大正五年（1916年）發柬各界鄉紳，磋商轄下十九保聯莊恭迎聖誕，該年值年爐主為簡阿牛，主要在大溪老城區內繞境，有上百尊大仙尪以及為數眾多的雙龍、童仔，更因擁有上百尊的大仙尪又有大溪神將窟的美名。
大溪大拜拜也被稱為大溪人的第二個過年，更為北台灣最大的關公遶境活動，每年六月廿三為暗訪、廿四正日繞大溪全境，各社頭北管、童仔、大仙尪、舞龍舞獅齊聚，但由於近年來社團與陣頭持續增加，以致繞境時間過長，目前已有十多個社頭改在六月廿三提前繞境，長達兩天的繞境盛會使得大溪彷彿成為一座不夜城。
- 始於大正五年（1916年）
- 2011年12月29日 《大溪普濟堂關聖帝君聖誕慶典暨遶境儀式》列為桃園市文化資產，列入民俗及有關文物資產保護。[8]
- 2013年7月26日 大溪文藝季-關公回娘家巡禮總統府[e][9]
- 2016年7月27日 關聖帝君聖誕慶典暨遶境儀邁入第一百週年[10]。

### 例行活動

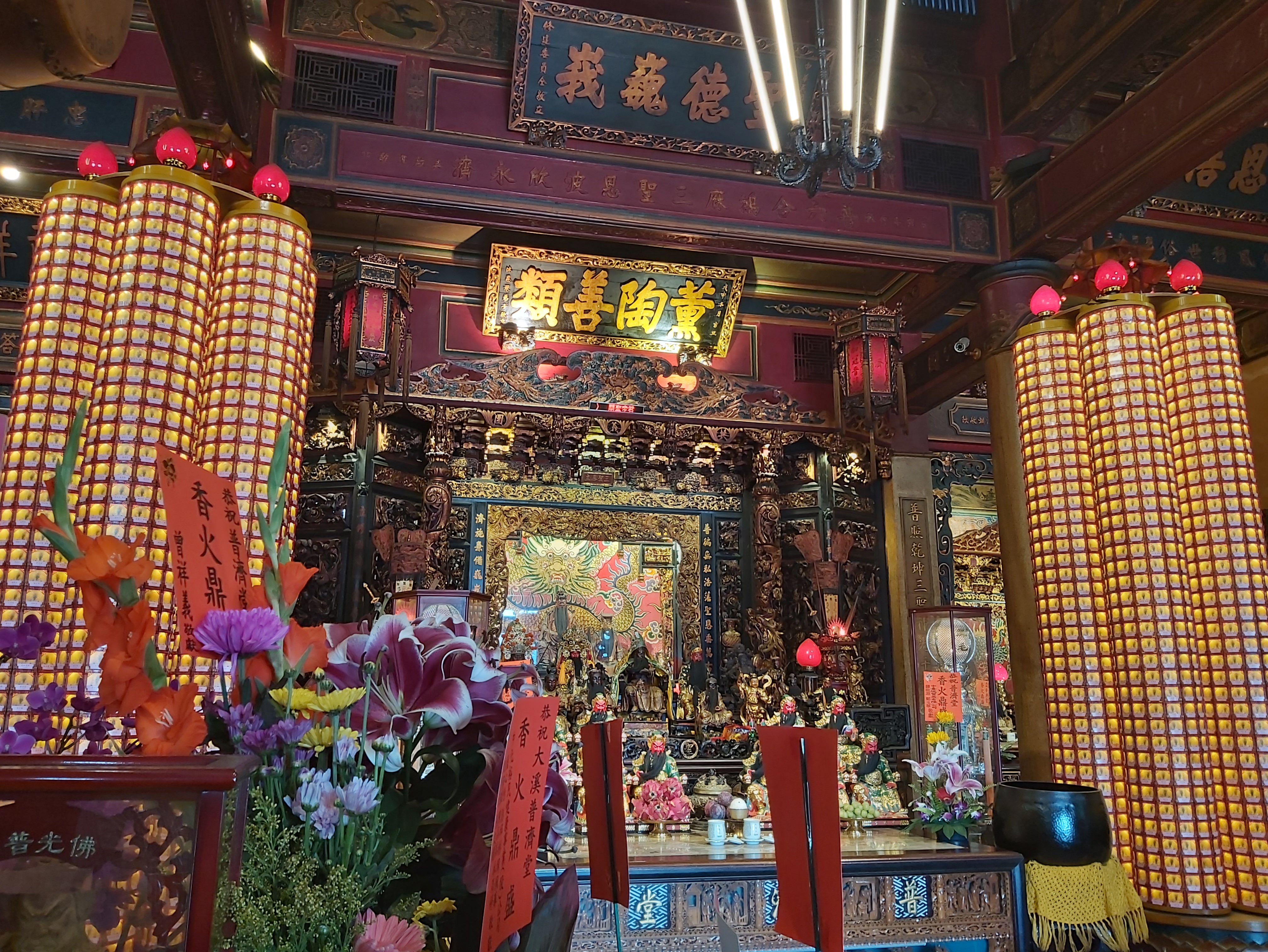
正殿神龕

- 正月初一：上午零時整主任委員、副主任委員、常委等人齊至堂內賀新正。
- 正月上旬：安太歲、光明燈。
- 正月十一、十二日：起斗。
- 正月十三日：中皇大天尊玄靈高上帝關聖帝君千秋。
- 正月十五日：求龜會、燈謎晚會。
- 三月十八日：廖化將軍聖誕。
- 三月十九日：太陽星君聖誕。
- 四月十四日：孚佑帝君恩主聖誕。
- 六月一日：慶典籌備會議。
- 六月六日：契孫聯誼參拜大會。
- 六月十日左右：正、副爐主前往本鎮及復興鄉各廟貼封標。
- 六月十六日：王天君聖誕
- 六月十八日：洗廟。
- 六月廿日左右：至各宮廟請神。
- 六月廿三日：上午行三獻禮及誦經，晚上暗訪，廿三時祝壽大典。
- 六月廿四日：遶境慶典。
- 六月廿七日左右：上午送神回各宮廟；新舊爐主交接。
- 七月廿三日：柳天君聖誕。
- 八月三日：九天司命真君張恩主聖誕。
- 十月廿三日：周大將軍聖誕。
- 十二月三、四日：圓斗。
- 十二月中下旬：謝太歲、光明燈。[11]

普濟堂爐下分靈頗多，遍及全國各地，信眾無數，農曆一月十三日，為關聖帝君得道記念日，農曆正月二十、二十一日起斗，農曆十二月初三、四日圓斗敬備平安粥，供善信大德膳食，祈求平安，並依古禮虔備牲禮舉行盛大莊重之祭典，個地善信，朝拜上香，絡繹不絕。另農曆四月間，召開信徒大會，藉以弘揚三聖恩主之教義，並促進信眾間情感之交流。

## 大溪社頭
大溪普濟堂關聖帝君聖誕慶典為文化部文化資產局登錄的無形文化資產，關聖帝君是大溪人們口中的聖帝公，是在地的信仰重心，也是重要的精神寄託。
日治時期大溪老街區中各行各業的成員紛紛組成社頭參與遶境，並且因其成員背景而各有特色，例如：「協義社」（木器業）的「墨斗陣」、「興安社」（商人）的「大算盤」等，和反映在地的歷史文化發展，也凝聚不同社群的向心力。百年以前，居民為感謝關聖帝君的庇佑，自發性地在農曆六月廿四日關聖帝君誕辰這天，舉行祝壽遶境。
民國七十六年六月廿日成立了「大溪鎮普濟堂社團民俗技藝聯誼會」（以下簡稱聯誼會），在成立大會上，通過了「大溪鎮普濟堂社團民俗技藝聯誼會章程」，並開始籌畫聯誼會全年的工作，將民國七十六年度工作業務分成八大項：
- 一、經常會議：依照章程開代表大會、委員會、常委會及監事會等。
- 二、新年賀正聯誼活動：分區域內各廟賀正及區域外友誼廟探訪兩部分。
- 三、普濟堂慶典活動：1.慶祝關聖帝君聖誕：2.呂聖恩主聖誕祝壽活動；3.張恩主聖誕祝壽活動。
- 四、節俗活動：主要的節俗是元宵節、端午節、中秋節的技藝表演。
- 五、國定慶典活動：參與國慶日及臺灣光復節的慶典活動。
- 六、參與友誼廟宇或會員及友誼社團慶典活動。
- 七、設置會館。
- 八、技藝備品購置。[11]

從這份工作業務資料，可以知道，聯誼會的主要性質是參與恩主慶典、節俗及國定慶典活動為主，並主導了整個恩主慶典的活動，如以關聖恩主聖誕活動為例，聯誼會擬定「大溪鎮普濟堂社團民俗技藝聯誼會關聖恩主聖誕活動簡章」，將活動分成1、各社團祝壽技藝表演；2、各社團慶祝聖誕前夕晚訪遊行；3、祝壽巡狩遊行三大部分，每一部份對參加單位、表演項目、節目順序、集合時間場所、行列順序、遊行路線、宣傳廣播等都有嚴密的規劃。
此項傳統從日治時期開始持續至今已超過百年歷史，目前多達三十多個大溪在地的社頭每年自發參與遶境，包含最初參與遶境、位於街上的五大社「同人社」、「樂安社」、「協義社」、「興安社」、「大有社」等14個日治時期成立的社頭，十分難得。
農曆 6/23, 6/24 遶境大溪入街路線是所有社頭分配在兩日上下午固定會走的路線。除此之外普濟堂本廟與各社頭分別有到河西, 三民, 東興,復興等地遶境參拜當地大廟的行程如下:
```
*普濟堂
   6/23: 早上車巡往河西一帶參拜埔頂仁和宮,永昌宮,員樹林三元宮後返回大溪三板橋，下午加入入街隊伍順序遶境。通常有2至3個社頭跟隨上午河西繞境。
   6/24: 本日繞境路線為最早大溪祭典舉行時的古香路，早上出街往月眉，經李騰芳古宅一帶上山至尾寮, 美華, 三層 , 頭寮後下山經內柵返回三板橋，下午加入入街隊伍。 參與社頭為上午遶境區域所包含的所有社頭，其中同人社神轎與隨香信眾押後並且全程徒步。
*樂安社
  6/23: 上午往普濟堂請神後往北到永福參拜龍山寺與位在永福的社頭，往南到龍潭參拜指巖宮,三坑永福宮,永和宮後返回三板橋加入下午入街隊伍。
*慶安社
  6/23:上午往美華、三層、湳仔溝、內柵地區參拜當地大廟後返回三板橋加入下午入街隊伍。
*慶義社
  6/23:上午跟隨普濟堂往河西地區遶境，下午返回三板橋加入入街隊伍。
*鎮豐社
  6/23:上午跟隨普濟堂往河西地區遶境，下午返回三板橋加入入街隊伍。
*興安社
  6/23:上午護駕普濟堂往河西地區遶境，下午返回三板橋加入入街隊伍。
*共義團
  6/23:晚上走入街路線暗訪
  6/24:上午往石門水庫萬聖堂、角板山復興宮、三民地區遶境後，下午返回三板橋加入入街隊伍。
*一心社
  6/24:往河西僑愛社區繞境，下午返回三板橋加入入街隊伍。
*農友團
  6/24:參與普濟堂上午出街繞境，下午返回三板橋加入入街隊伍。
*樂豳社
  6/24:參與普濟堂上午出街繞境，下午返回三板橋加入入街隊伍。
*福安社
  6/24:參與普濟堂上午出街繞境，下午返回三板橋加入入街隊伍。
*新勝社
  6/24:參與普濟堂上午出街繞境，下午返回三板橋加入入街隊伍。
*同人社
  6/24:護駕普濟堂上午出街繞境，下午返回三板橋加入入街隊伍，採全程徒步。
```

農曆6/23隊伍（下午1：30入街）：
1.普濟堂彩牌、2.福德正神、3.協會頭旗、4.大有社、5.、聖廟無極總宮、6.慶安社、7.溪洲忠義堂、8.帝君會、9.鎮豐社、10.玄元社、11.慶義社、12.樂安社、13.興安社。
在上述社頭全數入街後暗訪隊伍接著加入繞境。
農曆6/24隊伍（上午8：30入街）：
1.協會頭旗、2.大溪義消中隊、3.溪洲福山巖、4.百吉聚賢慈惠堂、5.同義社、6.永安社、7.金鴻慈惠堂、8.聖母會。
（下午1：00入街）：1.普濟堂引導彩牌、2.老人會、3.農作團、4.一心社、5.嘉天宮同義堂、6.哪德社、7.振興社、8.農友團、9.樂豳社、10.福安社、11.新勝社、12.仁安社、13.協義社、14.共義團、15.正副爐主神尊、16.普濟堂關聖帝君聖駕（銅像）、17.同人社。
曾參與繞境社團：義樂軒、同樂軒、鰲龍社、宣和會、臥龍社、義友聖母會、佛教會、人人社、聯聲西樂隊、聯合西樂隊、東興社。

## 交通資訊

### 大眾運輸
1. 搭乘台灣好行巴士慈湖線於大溪老街站下車即抵。[17]
2. 於桃園市桃園客運總站搭乘5096線往大溪，在新街尾站下車即抵。[17]
3. 於中壢後站搭乘桃園客運5098線往大溪，在新街尾站下車即抵。[17]

### 自行開車
1. 國道1號→平鎮系統交流道→省道66線→大溪交流道下→縣道112甲線→省道台3線→省道台4線→過武嶺橋(月眉停車場)、大溪橋(大溪橋停車場)→步行約10分鐘上和平老街→普濟堂。[18]
2. 國道3號→大溪交流道下→縣道112甲線→省道台3線→省道台4線→過武嶺橋(月眉停車場)、大溪橋(大溪橋停車場)→步行約10分鐘上和平老街→普濟堂。[18]

### 停車位置
1. 橋頭停車場有大型車15格，小型車418格
2. 公所前停車場有小型車45格
3. 停二停車場有小型車82格
4. 月眉停車場有大型車8格，小型車130格
5. 廟前備有停車場約小型車10格[19]

## 外部連結
- 大溪普濟堂（页面存档备份，存于）
- 大溪普濟堂的Facebook專頁
- 大溪大禧Daxidaxi的Facebook專頁 （页面存档备份，存于）
- 大溪普濟堂| 桃園觀光導覽網
- 大溪普濟堂關聖帝君聖誕慶典 桃園市政府文化局（页面存档备份，存于）